# Vreme

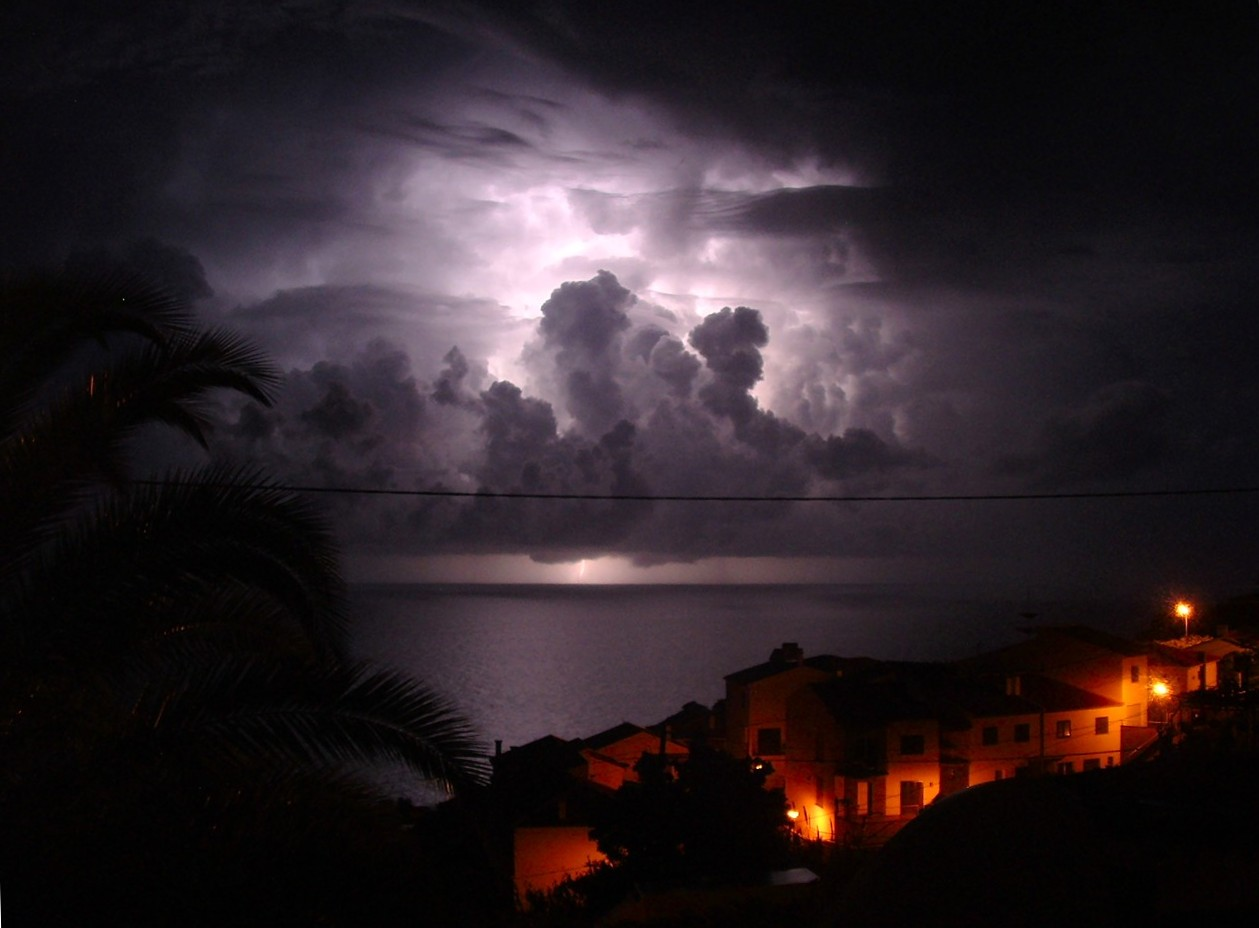
Furtună lângă Garajau, Madeira

Vremea reprezintă starea atmosferei la un moment dat și într-un anumit loc, determinată prin totalitatea elementelor meteorologice.

## Localizare
Cele mai multe fenomene se dezvoltă în troposferă, puțin mai jos de stratosferă. Vremea (prognoza meteo) se referă, în general, la temperatura de zi cu zi și la activitatea precipitațiilor, întrucât „climă” este termenul pentru condițiile atmosferice medii pe perioade mai lungi de timp.  Când este folosit termenul „vreme” fără o anumită calificare, se subînțelege că se face referire la vremea Pământului.

## Cauze

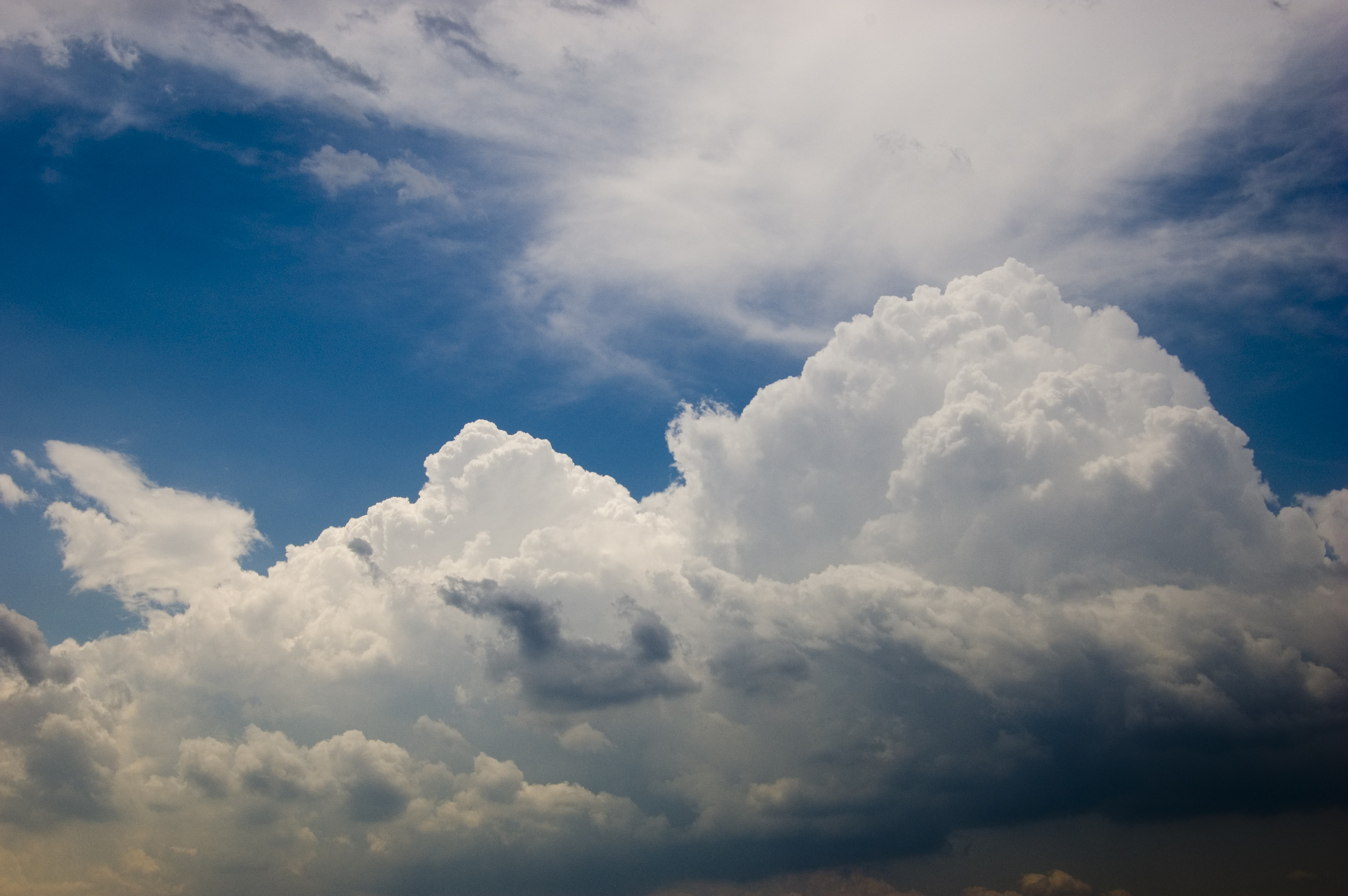
Nori stratocumulus perlucidus.

Pe Pământ, fenomenele meteorologice comune sunt vântul, acoperirea cu nori, ploaia, ninsoarea, ceața și furtuna de praf. Mai rar întâlnite sunt tornadele, uraganele sau furtunile de gheață. Aproape toate fenomenele meteorologice familiare apar în troposferă (partea de jos a atmosferei). Evenimente au loc și în stratosferă și afectează vremea descendent, în troposferă, dar mecanismele exacte sunt neînțelese deocamdată.
Vremea se produce în principal din cauza diferențelor (de temperatură și umiditate) dintre un loc și altul. Aceste diferențe pot apărea din cauza unghiului solar dintr-un anumit loc, care variază în funcție de latitudine, începând cu tropicele.